# Ischiopsopha tibialis
Ischiopsopha tibialis är en skalbaggsart som beskrevs av Ernst Gustav Kraatz 1895. Ischiopsopha tibialis ingår i släktet Ischiopsopha och familjen Cetoniidae. Inga underarter finns listade i Catalogue of Life.